# Escrito en las estrellas (telenovela)
Escrito en las estrellas (título en portugués: Escrito nas estrelas) es una telenovela brasileña escrita por Elizabeth Jhin, fue producida y emitida por TV Globo desde el 12 de abril hasta el 24 de septiembre de 2010 en el horario de las 18hs. La versión original cuenta con 143 capítulos y la versión internacional con 105 capítulos.
Escrita por Elizabeth Jhin, con la colaboración de Eliane Garcia, Lílian Garcia, Denise Bandeira y Duba Elia, dirigida por Rogério Gomes, Pedro Vasconcelos, Fábio Strazzer, Roberta Richard y André Felipe Binder y dirección de núcleo de Rogério Gomes.
Protagonizada por Nathalia Dill, Humberto Martins y Jayme Matarazzo, con las participaciones antagónicas de Alexandre Nero, Débora Falabella, Zezé Polessa y Carolina Kasting. Cuenta con las actuaciones estelares de los primeros actores Gisele Fróes, Antônio Calloni, Jandira Martini y Walderez de Barros.

## Sinopsis
El doctor Ricardo Aguilar (Humberto Martins) es un empresario de éxito, dueño de varias propiedades y una clínica de fertilidad humana. Muy duro, el médico esperaba que su único hijo, Daniel Aguilar (Jayme Matarazzo) siguiera el camino de su padre, pero esta expectativa estaba lejos de sus planes ya que él tenía la intención de dedicar su vida y estudios al cuidado de las personas necesitadas. Incluso diez años después de la muerte de su esposa Francisca Aguilar (Cássia Kiss), Ricardo sufre por su pasado y, al tratar de seguir adelante, comienza a vivir un romance con Jane, también médico (Gisele Froes), que es la madre de Breno (Paulo Vilela), estudiante de medicina y mejor amigo de Daniel, y la adolescente Vanessa (Marina Ruy Barbosa), que no aprueba la relación entre su madre y el médico, pues desea que ella regrese con su exmarido Jardel (Celso Frateschi), que está en el extranjero. Ricardo vive en una mansión y hospeda a su amigo Vicente (Antonio Calloni), también médico, criado como hermano de su difunta esposa Francisca. Vicente está casado con Sofía (Zezé Polessa), mujer ambiciosa, inescrupulosa y vanidosa, madre de la villana Beatriz (Débora Falabella), hijastra de Vicente que tiene las mismas cualidades que la madre, pero a diferencia de ella, Beatriz es capaz de matar a una persona para lograr sus objetivos. La mansión Aguilar es también escenario para el ama de casa Antonia (Suzana Faini), que trabaja dirigiendo las actividades de la criada Berenice (Daniela Fontan) y la cocinera Hilda (Ewe Pamplona). Antonia está casada, con el también funcionario José (Caca Amaral) que trabaja como jardinero y cuidador de la mansión; la pareja tiene un gran apego a Daniel, a quien consideran como un segundo hijo. Antonia y José tuvieron a la independiente Mariana (Carol Castro), estudiante de psicología que se divide los gastos de un apartamento con su prima Luciana (Manoela Mount) y su amiga Suely (Giovanna Ewbank). Suely es una chica ingenua que trabaja como recepcionista en la clínica de fertilidad y está enamorada de Gilmar (Alexandre Nero), secretario y asistente personal del Dr. Ricardo. Luciana es hermana de Gilmar, siendo hijos de Magali (Nica Bonfim) y Jovenil (José Rubens Chacha), habitantes del pueblo que tienen otros dos hijos, Alex (Izak Dahora) y Fabiana (Ana Paula Bouzas), que está casada con Jair (André Gonçalves). En una trama paralela, surge Viviana Ferreira (Nathalia Dill), una joven sencilla, honesta y muy guerrera, que vive con su padre Jofre Ferreira (Murilo Grossi), un hombre adicto al juego que perdió su casa y todas sus posesiones en Victoria. Después de este acontecimiento, terminó mudándose con su hija a Río de Janeiro. En este núcleo, Viviana trabaja repartiendo panfletos para la vidente Salmón Gildete, más conocida como Madame Gilda (Jandira Martini) que, en un primer momento, actúa engañando a la gente. Madame Gilda vive con su hermana Zenilda Salmon (Walderez de Barros) en Copacabana.
Los destinos de los personajes centrales, Viviana y Ricardo, se cruzan en el primer capítulo de la novela, cuando lluvias torrenciales azotan a Río de Janeiro, provocando un deslizamiento de tierra en la comunidad en que vive Viviana. Ella y Breno, que trabaja en la comunidad post, lleva a las víctimas a la clínica privada de Ricardo, donde son atendidas por el médico Guillermo (Marcelo Faria). Daniel llega y, delante de Viviana, se compromete a tratar a las víctimas gratuitamente en la clínica de su padre. Viviana regresa a la comunidad sin presentarse a Daniel. Después de un tiempo, Jofre, padre de Viviana, adquiere una nueva deuda de juego. Amenazado, lleva a cabo un robo en una joyería. Al ser descubierto por la policía, huye dejando a su hija, quien es injustamente señalada por la policía como parte de la banda, después de descubrir uno de los anillos que Jofre dejó caer en la casa durante su huida. Viviana consigue escapar, buscando refugio en el coche de Daniel, quien la reconoce, y a partir de ese momento, los dos comienzan a tener fuertes lazos de amistad. Casi sin conocerse, Daniel le pide a Viviana que le ayude a cuidar de las personas sin hogar por las fuertes lluvias en Río de Janeiro en su casa de Petrópolis, y le da un cordón con un pendiente de un ángel, diciéndole que la protegerá. Viviana le cuenta todo acerca de su vida y acepta la solicitud de su nuevo amigo, Daniel. En camino a la casa en Petrópolis, ambos sufren un grave accidente que toma la vida de Daniel. En este accidente, Francisca, madre de Daniel, busca al espíritu de su hijo, que no entiende lo que está sucediendo. Viviana sobrevive, pero queda en estado de coma durante un mes.

## Segunda fase
Un mes más tarde, todos sufrían mucho por la muerte de Daniel, especialmente Ricardo, Pepe y Antonia, criada que ayudó a Ricardo a criar a Daniel. Pero, para su sorpresa, Ricardo descubre que antes de su muerte, Daniel había congelado su semen en su clínica, y de allí, en busca de una mujer para ser la madre de su nieto. Y quien quiere aprovecharse de la situación es Beatriz y Sofía, que hizo todo para casarse con Beatriz Daniel. Pero después de la muerte de Daniel, así que hacen todo lo posible para que Ricardo elija a Beatriz para ser la madre del hijo de Daniel. Beatriz estaba comprometida para casarse con Daniel y lo haría, pero la muerte del niño herido todos sus planes. Vicente, el marido de Sofía, no está de acuerdo con los marcos de los dos. Gilmar, un hombre ambicioso, sin escrúpulos y de mal carácter, que trabaja en la clínica de Ricardo y es su ayudante personal, vive tratando de ganar la absoluta confianza del jefe, por lo que puede dar un gran golpe. Para ello, Viviana vai chantaje, después de descubrir que ella está huyendo de la policía y su verdadero nombre es Viviana, ya que la chica mintió diciendo que lo que se llama Victoria. Gilmar es un hombre atractivo que tiene un romance con Suely, que vive engañada. Queriendo enriquecer, hará Viviana es elegido para generar el hijo de Daniel. Gilmar pone a Viviana a vivir con Suely, Mariana y Luciana y ayudarles con las tareas del hogar, lo que despierta los celos Suely. Su amiga Marian se enamora de doctor Guillermo. Sin embargo, él está casado con Judith y tuvieron dos hijos, Laura y Todd. Judith es una mujer celosa, lo que significa que ella y Guillermo tiene problemas maritales. La mitad charlatán, pero intuitiva, Gilda es supreende cuando, de hecho, comienza a escuchar el espíritu de Daniel y trata de hacer contacto con el niño en otro plano. Daniel, quien se enamoró de Viviana, siempre se mantienen cerca de ser querido. Todo el mundo siente su presencia, incluyendo a su perro Pepe. Ricardo ahora está cada vez más involucrado con la Dra. Jane, madre de Vanessa. Se la considera no querido por su madre y hace clases de ballet, donde conoció a Mauro, para los interesados. Mauro es el hijo de Calixto y Danusa taxista, un hombre que siente asco hijo muy macho para gustar ballet. Madame Gilda recibe un mensaje de Daniel y lo anota sobre un papel, y trata de dárselo a Ricardo, quien no presta atención, pensando que ella es una trambiqueira y tiene los ojos puestos en su dinero. Beatriz tiene una cita con un psíquico y puede convencerla para entregar el mensaje a Ricardo. Sofía, que no se lo cree, quema el papel y le pide a su hija que se acerque a esta "gente pequeña", como ella lo llama. Daniel siempre trata de regresar a la Tierra en un intento por recuperar la vida y volver con su familia ya que no está satisfecho con su muerte. Él cuenta con la ayuda de su ángel de la guarda y Seth Athael, un espíritu de luz que recibe al espíritu de Daniel y su madre en el plano espiritual. Seth enseña a Daniel a aprovechar la transición al plano espiritual. Otros personajes son Sonny, portero del edificio donde vive Mariana de Botafogo, Suely y Luciana, que vive con su madre Etelvina, una mujer que sufre de sordera . Ella es muy chismosa, espiando a los residentes que viven y luchar con el niño cuando se encuentra cerca de una mujer. A petición de Richard, Gilmar Viviana lleva al médico de la clínica, que está ansioso por conocer a la chica que estaba con Daniel en el momento del accidente, para aprender más acerca de cómo fueron las últimas horas de la vida de su hijo. Antes de eso, el villano cambia el aspecto de Viviana, que no esté satisfecho con el chantaje de Gilmar. Ricardo finalmente conoce a Viviana, una sorpresa entre sí. Ricardo decide organizar una fiesta en Petrópolis para escoger el candidato ideal para participar en la inseminación artificial . Este festival se celebra en el aniversario de Daniel. Viviana, que está harto de la presión de Gilmar, decide huir, volviendo a su patria, pero es capturado por Gilmar. El villano ahora obligados a trabajar en la casa de Ricardo, y ninguna alternativa aceptada. Ricardo gradualmente subiendo encantado con la niña, que despierta la ira de Beatriz y Sofía. Ambos están haciendo todo para que Beatriz es elegida por Ricardo para dar a luz a su nieto. Avergonzado de su familia Gilmar ser pobre. Jovenil vidas en desacuerdo con su yerno, Jair, un tramposo que no quiere trabajar y dice que está buscando empleo, mientras se divierten a lo largo de las calles de la ciudad. Jovenil es el hermano de José, el esposo de Fabiana Jair de largo y tiene un buen ojo para otras mujeres, pero todavía está en amor con su esposa e hijos, Huey, Dewey y Louie. Cuando llegó el día de la fiesta en la que Ricardo optar por generar el ideal de mujer a su nieto, Beatriz vai todo listo, junto con su madre Sofía, para que puedas elegir. Mientras Gilmar hará cualquier cosa para que Viviana se elija. Él pone un somnífero en la bebida y Ricardo llama a la prensa para cubrir el partido, que es una celebración particular. Beatriz prepara un homenaje a Daniel, con la esperanza de emocionar y ser elegidos por el propio Ricardo. El villano está furioso cuando Mariana llega a la fiesta con un vestido como el de ella. Beatriz y Sofía pensar Mariana es una mujer ambiciosa que también quiere ser elegido para llevar el hijo de Daniel. Una estampida de reporteros invade la casa de Petrópolis, donde se celebra la fiesta y Ricardo se enferma. Después de todos los acontecimientos, Vicente Ricardo aconseja renunciar a esta idea, ya que al día siguiente, una multitud de mujeres de todo el palacio, con ganas de ser un "sustituto" de su nieto. Después de tantos marcos, Ricardo elige a Beatriz para ser la madre de su nieto. La víbora celebra con su madre. Pero Gilmar hará cualquier cosa para tomar el zorro, cuando habla de movimiento, porque quiere el dinero de la familia y Viviana ser la madre del niño, puede iniciar una gran cantidad de dinero, para siempre, a cambio de su verdadera identidad y la delincuencia que no cometió. Viviana se encuentra estancado y sufre mucho en manos de Gilmar, que es agresivo y cruel y la amenaza, diciendo que su padre está en su poder, secuestrado, lo que aterroriza a Viviana, que también sufre a manos de la cruel Beatriz y su madre Sofía. Un día, paseaba en barco Viviana con Ricardo y los dos terminan en una isla, donde se besan y demuestran el amor de unos por otros. A partir de ahí, comienzan a tener una historia de amor y Jane se horroriza con el fin de su relación con el médico. Ella también tuvo que superar la ira que sentía por su exmarido Jardel, quien reaparece pretendiendo ser pobre, pero llegó a estar implicado con los criminales y tiene una pequeña fortuna. Uno de estos criminales es el padre de Gilmar. Después de Viviana ser inseminadas y en última instancia, generar energía soñado hijo Daniel, Ricardo y Viviana marca la fecha de su boda, para desesperación del espíritu de Daniel, quien no permitió el matrimonio y hará cualquier cosa para separarlos. No hay sufrimiento más duradero en las manos de Gilmar y mentir a su ser querido, en la víspera de la boda, ella revela toda la verdad. Gilmar ir a la cárcel, pero Ricardo se separa de Viviana, furioso con la mentira. El tiempo pasa, Viviana está casi al final de su embarazo y ella y Ricardo siguen separados. Y hay una separación entre Sofía y Vicente, que no pudo aguantar más las rabietas y caprichos de ella y su hijastra Beatriz. Ahora están en una peor y más personas que no han gastações banque de los dos. A continuación, se detiene en la casa de Magali, ya que ella y Sofia se conocían hace mucho tiempo, desde el momento en que Sofía era pobre.
Final
Daniel comienza el último capítulo todavía lleno de odio y con el asesoramiento de su ángel, para elegir entre el bien y el mal. Sin embargo, el espíritu permanece angustiado, amenazando y tratando de proteger Ricardo Viviana. Mientras tanto, el par de protagonistas no sigue buscando en los ojos. El médico trata a la chica como cualquier otro paciente sin mostrar ningún afecto. No se puede ocultar el amor que todavía en manos de Ricardo, Jane dice adiós parcela anuncia un viaje a París para hacer un doctorado. El doctor deja en claro que el lugar de la exnovia siempre se mantendrán en la clínica. "No podemos perder el tiempo como si fuera infinito", dice antes de decir adiós a su ser querido. En medio de la graduación en psicología Mariana, Gilmar aparece. Con un bono, el médico descubre que es el rehén Viviana villano. Es la primera vez que Gilmar dice Ricardo en la cara de todo lo que rugía a sus espaldas. Él amenazó a la pareja con un arma de fuego, lo que termina disparando, golpeando a la chica en su totalidad. La escena se vuelve aún más dramático cuando Antonia ora por el espíritu de Daniel mientras la niña está en el hospital entre la vida y la muerte. Fue entonces cuando el muchacho fuera de este mundo trata de sacar el alma de Viviana modo que permanezcan juntos. "Ven conmigo, cariño, está bien", dice él, atrayéndola hacia él mientras van en contra de la luz. De este lado, Ricardo le ruega que reaccionar. Cuando él dice que ama a la chica y le dice adiós a Daniel, explicando que él tiene una vida para tratar de cuidar del niño. Ya muerto en la Tierra, Viviana resucita cuando Daniel (ayudado por el ángel) le explica que ella debe permanecer en el mundo real y cuidar de su hijo. "Vai, vai, vai!" Llora, ya bien. A medida que corre de vuelta a la vida, el bebé nace. Ricardo, junto a Vicente, solo emoción. Cuando la chica se despierta, las lágrimas corren sueltos en su rostro. "Te amo demasiado", dice el doctor. Mientras tanto, Vincent se da la vuelta y ve a todos los espíritus, como Seth, Athael, Francisca, y Daniel, por supuesto.
Una vez recuperado, Viviana visita a su padre en el hospital y le pregunta las razones de haber hecho tantas cosas mal. "Tenía que disculparse, hija. ¿Me perdonas?", Pregunta con desesperación. Después de ver el rostro de su nieto, se muere. Beatriz y Sofía están al lado de Durvalino, el verdadero padre de la pequeña aldea en mal estado y subir a un lado de la piscina samba. "Tú sabes que mi padre me va a dar un Ferrari el próximo mes?" Dijo el zorro, mientras que la madre está convencido por el nuevo marido de bolas de masa hervida fría. Gilmar aparece en una isla paradisíaca rodeado de mujeres bellas en bikini solamente, mientras disfrutan de las bebidas de colores. Después de dormir en la parte superior de una boya, el villano es atacado por un tiburón en el mar. Al final, Ricardo y Vicente se entienden entre sí y el medio se siente la presencia de Daniel, que manda decir que su padre te quiere mucho y desea que él y Viviana son muy felices en su día de la boda, aparte de decir que ama a su hijo. "Siempre te protegeré", dice el espíritu. Tener un vestido de novia, Viviana encuentra una rosa blanca y entiende el mensaje del amigo en el otro lado. En la boda, ella entra dirigido por Vicente, que lleva la flor en la mano. A su lado, el nuevo ángel. Ya en el paraíso, Daniel recibe mensajes de sus superiores, se despide de todos y de vuelta a la Tierra, que reencarna. "Vete en paz", dice la madre de su vida anterior. En la última escena, Viviana le dice a Ricardo que asegurarse de que está embarazada. El capítulo termina con Seth revelando al público que Daniel se reencarna en el próximo hijo.